# ФК Рот Вайс (Ален)
Рот Вайс Ален (на немски: Rot Weiss Ahlen) е футболен и спортен отбор от град Ален, провинция Северен Рейн-Вестфалия, Германия. След изпадането си от Втора Бундеслига през сезон 2005/06 отборът променя името си поради оттеглянето на главния си спонсор от Ел Ер Ален на Рот Вайс Ален (от 1 юни 2006 г.). За сезон 2009/10 клубът отново участва във Втора Бундеслига на Германия.

## История

### Началото
През 1911 г. във вестфалския град Ален за първи път се откриват малко залежи на въглища – за употреба в местната градска община. Скоро след това в източните квартали на града се основават първите спортни клубове, чиито членове идват от близките мини. В свободното време на миньорите, предимно в края на седмицата, са се провеждали футболни срещи, които са разведрявали иначе тежкото ежедневие на работниците.
Веднага след края на Втората световна война се правят опити спортният живот в града да се поднови. Ернст Борнеман, известен и успешен местен спортист в спортовете гимнастика и хандбал, поема инициативата за това. На 18 юли 1945 г. той писмено кани всички спортисти, които не са били членове на нацистката партия и нейните поразделения, и имат интерес, да се съберат и да обсъдят с него планове за съживяване и развитие на Аленския спорт. Решено е да се изгради единен спортен клуб, обединяващ бившите граждански, социалистически и християнски спортни организации в Ален, който да може да се конкурира с другите силни клубове във федералната провинция Северен Рейн-Вестфалия. Съществуването на дотогавашните клубове се прекратявало, като се слага край на Де Йот Ка Ален, Блау-Вайс Ален и др., които подписват документа, включващ решенията от заседанието на спортистите.
Основаване на организация по това време не е лесна работа, тъй като за това освен друго се иска и разрешение от британските окупационни части в региона. Одобрението на британците е получено на 9 август 1945 г. чрез Майор Муун и е повод за учредителното събрание на Турн унд Шпортферайн (ТуС) Ален 45, проведено на 12 август същата година близо до градското пристанище.
Учредителният акт от събранието не е запазен до днес, но вестник „Нойен Вестфелишен Цайтунг“, от изданието си на 24 август 1945 г., съобщава:

### Осем Аленски спортни клубове се обединяват
Предишните осем спортни клуба от град Ален се обединяват в ТуС Ален, а за ръководител единодушно е избран Ернст Борнеман. Най-важното събитие от футболно естество в периода за Аленския клуб е мачът срещу Шалке 04, загубен с 2:7 на 14 октомври 1945 г. ТуС Ален участва в най-висшата аматьорска дивизия на Вестфалия.
Стадионът на отбора се открива на 21 август 1949 г. под името Глюкауфкампфбан. Днес той се казва Верзещадион.

### Кризата през 1992 г.
След много криволичения през втората половина на ХХ век Аленският отбор се изправя на ръба на изпадането в окръжната лига през 1992 г. Роденият в Ален собственик на малка козметична компания Хелмут Шпикер поема управлението на почти банкрутиралия клуб. За треньор е назначен Йоахим Круг, натрупал опит в долните дивизии на Германия, чиято цел е да спаси отбора от изпадане. Наставникът не само успява да изпълни поставената задача, но и да класира отбора си в по-горна дивизия през четири последователни години. През сезон 1995/96 ТуС Ален става първенец на Оберлига Вестфалия и се класира в Регионалната лига Запад/Югозапад.

### Ел Ер Ален (1996 – 2006)
След постигнатото изкачване в регионалната лига традиционните отбори на града ТуС Ален и Блау-Вайс Ален се обединяват. На 1 юни 1996 г. се формира Ел Ер Ален (Лайхтатлетик Разеншпорт Ален – Лекоатлетически и тревни спортове Ален). Всъщност името на новото спортно дружество е избрано така, че да съвпада с инициалите на козметичната компания на спонсора Хелмут Шпикер. Успоредно със структурните преустройства се провежда и преустройство и ремонт на Глюкауфкампфбан, който от 1997 г. носи името Верзещадион.
През следващите четири години Ел Ер Ален играе доста успешно в регионалната дивизия и през сезон 1999/00 отборът на Франц-Йозеф Тенхаген завършва на второто място и след победа с 2:1 в баража за класиране във Втора Бундеслига срещу Унион Берлин клубът постига нова промоция.
Сезон 2000/01 започва доста неуспешно за Аленския клуб и това води до освобождаването на треньора Тенхаген. Наследникът му Петер Нойрурер извежда Ел Ер до шестото място в крайното класиране след силна серия от успешни резултати.
В годините след това Аленци се борят предимно да не изпаднат. След сравнително успешната кампания 2001/02 започва и упадъкът на отбора. През следващите три сезона оставането на Ел Ер Ален става факт едва в последния кръг на първенството. А от 2002 до 2006 г. седем треньори се сменят начело на отбора. През октомври 2005 г. чехът Франтишек Страка е заменен от Паул Линц, който се проваля в мисията си да спаси Аленци от изпадане. В 32. кръг на сезон 2005/06 Ел Ер Ален губи от Гройтер Фюрт с 1:2 и след 6 години във Втора Бундеслига клубът изпада в трета дивизия.
Преди това обаче легендарна сред феновете на отбора остава победата с 4:3 като гост на 1860 Мюнхен на 22 май 2005 г., когато чрез това постижение Ел Ер запазва мястото си в дивизията.

### Рот Вайс Ален (от 2006)
Поради изпадането президентът Хелмут Шпикер обявява оттеглянето от поста си на 9 май 2006 г. Компанията му също спира издръжката на клуба и по тази причина отпада и задължението Аленския отбор да се казва „Ел Ер“. На 12 май 2006 г. треньорът Паул Линц също напуска отбора, защото не вижда перспектива за скорощно връщане във Втора Бундеслига.
Първата крачка към ново начало е направена на 15 май с привличането на треньора Бернард Дийц. Преди това той е тренирал аматьорите на Дуисбург, а в Ален подписва 2-годишен договор. На събрание на клуба в края на месец май е решено името на отбора да бъде „Рот Вайс Ален“.
При избора за нов президент на 29 юни членовете дават предпочитанията си на Хайнц-Юрген Гозда, който наследява Хелмут Шпикер на ръководния пост. След лошо начало на сезона в регионалната лига, при което отборът спечелва едва 14 точки от 13 срещи, Бернард Дийц подава оставка на 29 октомври 2006 г. след загуба от Кикерс Емден с 0:3. Ръководството на отбора се поема от дотогавашния помощник на Дийц Хайко Бонан. На 27 ноември 2006 г. ръководството на Рот Вайс Ален оповестява натрупани дългове в размер на 833 000 евро. За да ограничи текущите разходи на клуба вторият отбор и юношеските формации на клуба спират участието си в своите първенства и го подновяват по-късно, едва когато успяват да си намерят самостоятелен спонсор, който да ги издържа. Местната община отказва финансова помощ на Рот Вайс и клубът се спасява благодарение на изплатените 421 000 евро от участията във Втора Бундеслига в периода 2001 – 2004 г., както и на спечелените 629 000 евро покрай Световното първенство в Германия'2006. За изплащане на дълговете са продадени и някои недвижимости, собственост на клуба.
Рот Вайс Ален завършва сезон 2006/07 на 13 място в Регионална лига Север, а наставникът Хайко Бонан напуска отбора през лятото и отива в Рот-Вайс Есен. Помощникът на Бонан Кристиан Вюк получава кредит на доверие и поема „червено-белите“ от Ален за началото на новата състезателна година.
След колеблив старт на първенството Рот Вайс Ален постига забележителна серия във втората част на надпреварата и от 21. до 36. кръг е непобеден. След 30. кръг отборът за първи път се изкачва на първото място и остава там до края. Последната победа с 3:1 над Бабелсберг 03 затвърждава първото място в таблицата, а отборът не получава нито един червен картон за цялата кампания.
При първия сезон след завръщането във Втора Бундеслига Рот Вайс Ален се утвърждава в средата на класирането. На 3 март 2009 г. Кристиан Вюк е освободен от поста си изненадващо, без да е посочена конкретна причина за това от ръководството. В медиите се появяват теории за вътрешни търкания в клуба и за това, че поради треньорските курсове в Кьолн треньорът често отсъства от тренировъчните занимания на възпитаниците си. За временно ръководещ тренировките е назначен помощникът на Вюк Бернд Хеемзот.
На 9 април 2009 г. Щефан Емерлинг е представен за нов треньор на Рот Вайс Ален. Той осигурява оставането на отбора във втора дивизия след 33. кръг като „червено-белите“ завършват наравно 2:2 с Оснабрюк.
Но след като тимът печели само една точка от първите шест мача за сезон 2009/10 Емерлинг е освободен, заедно с помощника си Бернд Хеемзот и спортния директор Щефан Гредлер. На 20 септември 2009 г. дотогавашният юношески треньор Андреас Цимерман е назначен за нов старши треньор.

## Професионален отбор за сезон 2009/10
| №             |          | Играч                 | Рождена дата   | В отбора от | См      | Кг      | Мач.    | Гол.    | Предишни клубове |
| Вратари       | Вратари  | Вратари               | Вратари        | Вратари     | Вратари | Вратари | Вратари | Вратари | Вратари |
| ------------- | -------- | --------------------- | -------------- | ----------- | ------- | ------- | ------- | ------- | --- |
| 1             |          | Заша Киршщайн         | 09.06.1980     | 2009        | 196     | 90      | 6       | 0       | Гройтер Фюрт, Хамбургер, Рот-Вайс Есен, Айнтрахт Брауншвайг, Бе Ес Це Брауншвайг, Олюмпия 92 Брауншвайг, Еф Ес Бе Брауншвайг                                                      |
| 21            | Германия | Дирк Лангербайн       | 09.09.1971     | 2007        | 188     | 90      | 76      | 0       | Рот-Вайс Есен, Нюрнберг, Дуисбург, Рот Вайс Ален, Гютерсло, Тойтония Липщат, Амицития Фийрнхайм, Борусия Липщат                                                                   |
| 33            |          | Мануел Ленц           | 23.10.1984     | 2007        | 195     | 88      | 17      | 0       | Борусия Вупертал, Шалке 04, Бохум, Зодинген |
| Защитници     |          |                       |                |             |         |         |         |         | |
| 2             |          | Марсел Буш            | 02.02.1982     | 2007        | 178     | 76      | 39      | 1       | Пфулендорф, Ален, Хайлброн, Унтерайзесхайм |
| 4             |          | Дарлингтън Омодиагбе  | 02.07.1978     | 2009        | 190     | 84      | 3       | 0       | Оснабрюк, Карл Цайс Йена, Унтерхахинг, Пиотрковия Пиотрков Трибуналски, Дуисбург, Хановер 96, ЛКС Лодз, Гютерсло, ЛКС Лодз, Сточниовец Гданск, Хартленд Овери, Порт Харкорт Шаркс |
| 5             |          | Оле Китнер            | 15.10.1987     | 2005        | 189     | 83      | 15      | 0       | Мюнстер 08 |
| 6             |          | Роналд Маур           | 13.02.1973     | 2008        | 174     | 77      | 36      | 0       | Карл Цайс Йена, Ханза Росток, Хамбург, Арминия Билефелд, Оснабрюк, Карл Цайс Йена, Глайстал                                                                                       |
| 15            |          | Дино Джулбич          | 16.02.1983     | 2009        | 195     | 89      | 1       | 0       | Пърт Глори, Саут Мелбърн, Франкстън Пайнс, Пърт Ес Си, Рот Вайс Ален |
| 19            |          | Нилс Дьоринг          | 23.04.1980     | 2008        | 191     | 86      | 28      | 1       | Падерборн 07, Шпортфройнде Зийген, Кайзерслаутерн, Майнц 05, Зоненберг |
| 20            |          | Михаел Вийман         | 09.02.1987     | 2000        | 188     | 81      | 28      | 0       | Нойбекум |
| 24            | Германия | Даниел Фелгенхауер    | 10.05.1976     | 2009        | 172     | 69      | 54      | 6       | Гройтер Фюрт, Рот Вайс Ален, Борусия Мьонхенгладбах, Гройтер Фюрт, Байерн Хоф, Дьолау                                                                                             |
| 29            |          | Зебастиан Пелцер      | 24.09.1980     | 2009        | 178     | 70      | 10      | 0       | Динамо Дрезден, Саарбрюкен, Айнтрахт Трир, Блекбърн Роувърс, Кайзерслаутерн, Залмрор, Фьорен, Беконд                                                                              |
| Полузащитници |          |                       |                |             |         |         |         |         | |
| 7             |          | Мохамед Лартай        | 04.12.1986     | 2009        | 175     | 74      | 2       | 0       | Холщайн Кил, Байер Леверкузен, Фау Еф Ел Леверкузен |
| 8             |          | Даниел Тиуне          | 21.07.1974     | 2004        | 180     | 79      | 53      | 6       | Любек, Оснабрюк, Шпортфронде Озеде, Пост Оснабрюк, Оснабрюкер Ес Це, Разеншпорт Оснабрюк                                                                                          |
| 10            |          | Нилс-Оле Боок         | 17.02.1986     | 2008        | 180     | 72      | 60      | 4       | Дуисбург, Рот Вайс Ален, Бекум |
| 13            |          | Давид Блаха           | 22.10.1990     | 2009        | 174     | 70      | 3       | 0       | Борусия Дортмунд, Фрьонденберг |
| 14            |          | Янис Краус            | 03.10.1989     | 2002        | 178     | 70      | 0       | 0       | Зенденхорст |
| 16            |          | ТТим Горшлютер        | 24.08.1983     | 2009        | 176     | 66      | 22      | 1       | Шпортфройнде Лоте, Рот-Вайс Есен, Рот Вайс Ален, Рот-Вайс Есен, Рот Вайс Ален, Хам                                                                                                |
| 17            |          | Том Моосмайер         | 01.10.1979     | 2009        | 178     | 72      | 5       | 0       | Кикерс Емден, Алемания Аахен, Ротген |
| 18            |          | Кристиан Миколайчак   | 15.05.1981     | 2009        | 180     | 86      | 78      | 6       | Франкфурт, Холщайн Кил, Ерцгебирге Ауе, Рот Вайс Ален, Хановер 96, Шалке 04, Вакер Щееле, Край                                                                                    |
| 23            |          | Балдасаре ди Грегорио | 22 януари 1984 | 2006        | 181     | 80      | 34      | 0       | Ешборн, Славия София, Хам, Швайнфурт 05, Айнтрахт Франкфурт, Кикерс Офенбах |
| 25            |          | Марио Вранчич         | 23.05.1989     | 2009        | 186     | 80      | 1       | 0       | Майнц 05, Кеселщат |
| 28            |          | Ален Жюниор Оле Оле   | 11.04.1987     | 2010        | 176     | 73      | 6       | 0       | Фрайбург, Насионал Монтевидео, Агилас Ривиера Майа, Пласа Колония, Синтра Яунде, Тонер Яунде                                                                                      |
| Нападатели    |          |                       |                |             |         |         |         |         | |
| 9             |          | Томас Брьокер         | 22 януари 1985 | 2009        | 186     | 81      | 6       | 1       | Динамо Дрезден, Падерборн 07, Кьолн, Динамо Дрезден, Кьолн, Мепен, Унион Мепен, Хемзен                                                                                            |
| 11            |          | Ларс Тоборг           | 19.08.1975     | 2006        | 180     | 75      | 39      | 13      | Ватеншайд 09, Шпортфройнде Зийген, Вилхелмсхафен, Рот-Вайс Оберхаузен, Бремерхафен, Фар-Блокдийк, Вердер Бремен, Щаде, Ведел                                                      |
| 27            |          | Марсел Райхвайн       | 21.02.1986     | 2009        | 188     | 77      | 6       | 0       | Борусия Вупертал, Кикерс Емден, Борусия Вупертал, Байер Леверкузен, Айсбахталер Шпортфройнде                                                                                      |
| 30            |          | Доминик Кумбела       | 20.04.1984     | 2009        | 172     | 64      | 6       | 0       | Падерборн 07, Айнтрахт Брауншвайг, Рот-Вайс Ерфурт, Кайзерслаутерн, Еф Ка Пирмазенс, ТуС Де Йот Ка Пирмазенс, Родалбен                                                            |

## Известни бивши футболисти
| - Сирил Флоран Бела - Паскал Борел - Мусеместре Бамба - Ансгар Бринкман - Райнхолд Дашнер - Петър Дженич - Гледсон Да Силва - Чикиньо - Маркус Файнбийр - Даниел Фелгенхауер | - Щефан Фенглер - Оливер Гльоден - Кевин Гроскройц - Матиас Хаман - Филип Хайтхьолтер - Владимир Югович - Радослав Калужни - Марко Камински - Марсел Кетелер - Бернд Майер | - Бабакар Н'Дайе - Дениз Наки - Нико Пачински - Тимо Ройс - Марко Ройс - Свен Шафрат - Дирк Шустер - Харалд Шпьорл - Ян Велкоборски - Марко Тредуп |

## Български футболисти
- Веселин Геров: 1998/2000 - (26 мача - 10 гола), 2000 есен - (2 мача - 1 гол)
- Мартин Величков: 2021/22 - (0 мача - 0 гола)

## Треньори

### Треньорски щаб за сезон 2009/10
|          | Име               | Длъжност             |
| -------- | ----------------- | -------------------- |
| Германия | Андреас Цимерман  | Старши треньор       |
| Германия | Дирк Лангербайн   | Помощник-треньор     |
| Германия | Вили Пот          | Администратор        |
| Германия | Тобиас Генслер    | Кондиционен треньор  |
| Германия | Дирк Лангербайн   | Треньор на вратарите |
| Германия | Д-р Карстен Радас | Лекар на отбора      |
| Германия | Волфганг Холц     | Физиотерапевт        |
| Германия | Даниел Холц       | Физиотерапевт        |
| Германия | Юлиан Холц        | Физиотерапевт        |

### Бивши треньори
|          | Име                  | Период            | Бележка   |
| -------- | -------------------- | ----------------- | --------- |
| Германия | Йоахим Круг          | 1992 – 30.06.96   | -         |
| Германия | Волфганг Зандхове    | 01.07.96–18.08.97 | -         |
| Германия | Клаус Берге          | 19.08.97–13.10.98 | -         |
| Германия | Франц-Йозеф Тенхаген | 14.10.98–11.11.00 | -         |
| Германия | Петер Нойрурер       | 20.11.00–27.11.01 | -         |
| Германия | Уве Раполдер         | 30.11.01–24.11.02 | -         |
| Германия | Уве Фукс             | 25.11.02–02.01.03 | заместник |
| Германия | Вернер Лорант        | 03.01.03–25.05.03 | -         |
| Германия | Щефан Кунц           | 03.08.03–14.13.03 | -         |

|          | Име              | Период            | Бележка   |
| -------- | ---------------- | ----------------- | --------- |
| Германия | Инго Петер       | 24.11.03–01.03.05 | -         |
|          | Франтишек Страка | 07.03.05–25.10.05 | -         |
| Германия | Паул Линц        | 26.10.05–14.05.06 | -         |
| Германия | Бернхард Дийц    | 15.05.06–29.10.06 | -         |
| Германия | Хайко Бонан      | 30.10.06–30.06.07 | -         |
| Германия | Кристиан Вюк     | 01.07.07–03.03.09 | -         |
| Германия | Бернд Хеемзот    | 04.03.09–15.04.09 | заместник |
| Германия | Щефан Емерлинг   | 16.04.09–20.09.09 | -         |
| Германия | Андреас Цимерман | 21.09.09–днес     | -         |

## Успехи
- Първенец на Окръжна лига Вестфалия: 1993;
- Първенец на Областна лига Вестфалия: 1994;
- Първенец на Фербандслига Вестфалия: 1995;
- Първенец на Оберлига Вестфалия: 1996;
- Вицепървенец на Регионална лига Запад: 2000;
- Първенец на Регионална лига Север: 2008;
- Класиране във Втора Бундеслига: 2000, 2008;
- Втора Бундеслига: 2001 – 2006, от 2009;
- Купа на Германия 1/8 Финал: 2002, 2004;
- Финалист за Купата на Вестфалия: 2007.

### Класирания след 1993 г.
| Сезон   | Дивизия                                   | Класиране | Голове | Точки | Бележка                                                |
| ------- | ----------------------------------------- | --------- | ------ | ----- | ------------------------------------------------------ |
| 1992/93 | Окръжна лига Вестфалия                    | 1. място  | 126:6  | 69*   | Като ТуС Ален                                          |
| 1993/94 | Областна лига Вестфалия                   | 1. място  | 89:26  | 53*   | Като ТуС Ален                                          |
| 1994/95 | Фербандслига Вестфалия, Група Североизток | 1. място  | 83:11  | 52:8  | Като ТуС Ален                                          |
| 1995/96 | Оберлига Вестфалия                        | 1. място  | 58:21  | 57    | Като ТуС Ален                                          |
| 1996/97 | Регионална лига Запад/Югозапад            | 4. място  | 61:38  | 57    | От 06/1996 Като Ел Ер Ален                             |
| 1997/98 | Регионална лига Запад/Югозапад            | 6. място  | 62:52  | 51    |                                                        |
| 1998/99 | Регионална лига Запад/Югозапад            | 6. място  | 55:41  | 53    |                                                        |
| 1999/00 | Регионална лига Запад/Югозапад            | 2. място  | 82:32  | 71    | Промоция след победа с 2:1 в баража срещу Унион Берлин |
| 2000/01 | Втора Бундеслига                          | 6. място  | 61:53  | 54    |                                                        |
| 2001/02 | Втора Бундеслига                          | 8. място  | 60:70  | 48    |                                                        |
| 2002/03 | Втора Бундеслига                          | 12. място | 48:60  | 40    |                                                        |
| 2003/04 | Втора Бундеслига                          | 12. място | 36:45  | 44    |                                                        |
| 2004/05 | Втора Бундеслига                          | 13. място | 43:49  | 39    | Спасение в последния кръг.                             |
| 2005/06 | Втора Бундеслига                          | 17. място | 36:50  | 35    |                                                        |
| 2006/07 | Регионална лига Север                     | 13. място | 48:52  | 48    | От 06/2006 като Рот Вайс Ален                          |
| 2007/08 | Регионална лига Север                     | 1. място  | 73:41  | 67    | Връщане във Втора Бундеслига                           |
| 2008/09 | Втора Бундеслига                          | 10. място | 38:57  | 41    |                                                        |
| 2009/10 | Втора Бундеслига                          | –         | –      | –     |                                                        |

| Легенда                          | Легенда | Легенда | Легенда | Легенда | Легенда | Легенда | Легенда | Легенда |
| -------------------------------- | ------- | ------- | ------- | ------- | ------- | ------- | ------- | ------- |
| Промоция в края на сезона        |         |         |         |         |         |         |         |         |
| Изпадане в края на сезона        |         |         |         |         |         |         |         |         |
| Класиране в средата на таблицата |         |         |         |         |         |         |         |         |

- Взема се правилото за 3 точки при победа

## Български футболисти
- Веселин Геров: 1998-2000 - (26 мача-10 гола), 2000 есен (2-1)
- Мартин Величков: 2021-2022 - (0/0)